# Editorial Empatía
Editorial Empatía es una editorial argentina dedicada con exclusividad a la publicación de literatura africana, fundada en 2018. Es pionera en publicar solamente autores de este continente en dicho país. Está dirigida por Marcela Carbajo. Su nombre proviene del concepto de empatía como «acercarse al otro», ya que «la ficción es un medio muy poderoso para generar un conocimiento más intenso, más empático», de acuerdo con su editora.

## Historia
En Argentina, la literatura africana no tenía una presencia extendida, a diferencia de Europa, donde en los últimos años ha ganado mayor visibilidad y acceso. Esta creciente difusión en lugares como Francia, el Reino Unido y España se vincula con el reconocimiento internacional de autores africanos, afrodescendientes y de la diáspora. Frente a esta carencia y con el propósito de contrarrestar la percepción homogénea y estereotipada del continente africano, Marcela Carbajo creó la editorial Empatía en 2018. Sobre esto, afirmó que «[su] idea es que al leer esta literatura, uno conozca de una manera más afectiva determinadas historias, problemáticas y culturas dentro del continente».
Según Carbajo, en 2017 tuvo la idea de buscar autores africanos que quisieran publicar en español. Comenzó enviando correos electrónicos a quienes hubieran ganado premios y además consiguió los datos de contacto de los autores a través de las universidades estadounidenses en los que algunos dan clases. Carbajo cuenta que los escritores mostraron entusiasmo con su propuesta y la contactan cuando van a publicar sus nuevas obras. Ella no tenía vínculos con la cultura africana y fundó la editorial sin estructura previa, con el foco puesto sobre el poscolonialismo. Uno de sus requisitos es que los textos que se publiquen sean literariamente atractivos. En una entrevista, la editora sostuvo que los lectores de la editorial son «recurrentes», es decir que leen varios libros dentro de su catálogo. También ha mencionado que su objetivo consiste en eliminar los clichés sobre África en la percepción de los lectores.
La editorial comenzó con la publicación de Antología de escritores africanos, con once cuentos de escritores de diversos países reunidos por el autor Mandla Langa, como Nigeria, Uganda, Sudáfrica, Camerún y Yibuti: Abdourahman Waberi, Binyavanga Wainaina, Cat Hellisen, Chika Unigwe, Doreen Baingana, E. C. Osondu, Helon Habila, Lily Mabura, Patrice Nganang y Siphiwo Mahala. También editaron la antología Ellas (también) cuentan, que reúne relatos de autoras africanas angloparlantes como Franca-María Andoh, Ayesha Harruna Attah, Jackee Budesta Batanda, Milly Jafta, Melissa Tandiwe Myambo y Zoë Wicomb. También han publicado Peces tropicales de Baingana, Abigail de Chris Abani, La Montaña de Jean-Nöel Pancrazi y ¿Por qué bailas cuando caminas? de Abdourahman Waberi, entre otros libros.
En 2023, la editorial tenía difusión en varias localidades de Argentina, y también en Uruguay.Tiene más de once libros publicados. Hasta 2024, su libro más vendido fue La mujer descalza de Scholastique Mukasonga, una novela sobre los años antes del genocidio de Ruanda, que también fue el primer libro traducido al español de dicha autora.